# Aspidophoroides
Aspidophoroides es un género de peces.

## Especies
- Aspidophoroides monopterygius (Bloch, 1786)
- Aspidophoroides olrikii Lütken, 1877